# Polyipnus kiwiensis
Polyipnus kiwiensis és una espècie de peix pertanyent a la família dels esternoptíquids.

## Descripció
- Fa 8,2 cm de llargària màxima.[5][6]

## Hàbitat
És un peix marí, de clima temperat i bentopelàgic.

## Distribució geogràfica
Es troba al Pacífic sud-occidental: el mar de Tasmània davant la costa oriental d'Austràlia i diverses àrees del talús continental de Nova Zelanda.

## Costums
És bentònic.

## Observacions
És inofensiu per als humans.